# كيفن فيرير
كيفن فيرير (26 مارس 1993 في الفلبين - ) هو لاعب كرة سلة فلبيني في مركز هجوم صغير الجسم.

## وصلات خارجية
- كيفن فيرير على موقع ريلجم (الإنجليزية)
- كيفن فيرير على موقع بروبوليرز (الإنجليزية)